# Mario Mazzoleni (presbitero)
Don Mario Mazzoleni (Zogno, 1944 – Puttaparthi, 24 settembre 2001) è stato un presbitero italiano scomunicato dalla Chiesa Cattolica perché seguace di Sai Baba.

## Biografia
Nato nel 1944, originario del territorio bergamasco (Zogno), viene ordinato sacerdote nel 1969 e si specializza in Teologia Morale con una tesi alla Pontificia Università Lateranense, Accademia Alfonsiana, Istituto Superiore di Teologia Morale (Roma), sul tema “Il mondo religioso-etico nel cinema di Pier Paolo Pasolini” (1977). 
Negli anni ’70 del secolo scorso Don Mario Mazzoleni collabora con Radio Vaticana e il quotidiano cattolico L’Avvenire.
Studia filosofia e compie dei viaggi in India visitando molti ashram. Entrato in contatto con Sai Baba, che aveva dichiarato di essere la reincarnazione di Shirdi Sai Baba e l’incarnazione del dio Shiva, arriva a riconoscere in lui “una nuova luce, una nuova manifestazione del Divino nella storia umana”. Per questo motivo nel 1992 incorre nella scomunica latae sententiae, dopo aver pubblicato nel 1991 “Un sacerdote incontra Sai Baba”.
Anche dopo la scomunica continua ad essere chiamato "Don Mario" e nel 1993 pubblica “L’albero dei desideri. Riflessioni dagli insegnamenti di Sri Satya Sai Baba”.
Nel 1994 si sposa con Silvia Spinozzi e nello stesso anno pubblica “Isavasyopanisad” (Il Divino che tutto avvolge). Del 1998 è “L’”intervista”.
Muore il 24 settembre 2001 per una grave malattia al Super Speciality Hospital di Puttaparthi. Il rito funebre si svolge sulle rive del fiume Chitravathi e il suo corpo viene cremato.
Nel 2005 la moglie Silvia pubblica "Storia di una scomunica" che ripercorre la storia del marito.